# Simon (évêque de Saint-Brieuc)
Pour les articles homonymes, voir Simon.
Simon ou Simon de Saint-Brieuc  est  évêque de Saint-Brieuc de 1260 à 1270 

## Contexte
Le nouveau prélat occupe le siège épiscopal dès le mois de janvier 1260. Un conflit entre l'abbaye de Beauport et l'évêché est réglé par l'Official de l'évêché de Coutances qui intervient à la demande du pape Alexandre IV.
La santé de l'évêque Simon semble avoir été précaire car il n'assiste  pas à Tours au sacre du nouvel évêque de Nantes Jacques Ier en 1263 ni à celui de Simon de Clisson évêque de Saint-Malo l'année suivante. La même année il ne participe pas non plus à un concile provincial réuni Nantes. En 1270 il demande à  l'archevêque de Tours Vincent de Pirmil de l'excuser de ne pas assister au sacre de l'évêque de Vannes « pour cause de maladie » et il meurt effectivement la même année.

## Sources
- (la) Jean-Barthélemy Hauréau, Gallia Christiana, vol. XIV Provincia Turonensi, Paris, Firmin-Didot, 1856, p. 1091 Ecclesia Briocensis XVIII. Simon.
- Charles Guimart Histoire des évêques de Saint Brieuc p. 58-60
- Augustin du Paz Histoire généalogique Catalogue des évêques de Saint-Brieuc